# Алмалы (Саркандский район)
Алмалы (каз. Алмалы, до 1998 г. — Новопокровка) — село в Саркандском районе Жетысуской области Казахстана. Административный центр Алмалинского сельского округа. Находится примерно в 7 км к северо-востоку от города Сарканд. Код КАТО — 196043100.

## Население
В 1999 году население села составляло 3455 человек (1708 мужчин и 1747 женщин). По данным переписи 2009 года, в селе проживал 3361 человек (1669 мужчин и 1692 женщины).
В селе родился Аманжол Кунбалатович Бугубаев — борец вольного стиля, старший тренер сборной Казахстана по вольной борьбе.